# 吕斯赖
吕斯赖（法語：Lusseray，法語發音：[lysʁɛ]）是法国德塞夫勒省的一个市镇，属于尼奥尔区。

## 地理
吕斯赖（46°8'46"N, 0°9'59"W）面积8.14 平方千米，位于法国新阿基坦大区德塞夫勒省，该省份为法国西部内陆省份，北起曼恩-卢瓦尔省，西接旺代省，南至夏朗德省和滨海夏朗德省，东临维埃纳省。
与吕斯赖接壤的市镇（或旧市镇、城区）包括：布托讷河畔布里尤、谢里涅、谢夫布托讷、梅勒。

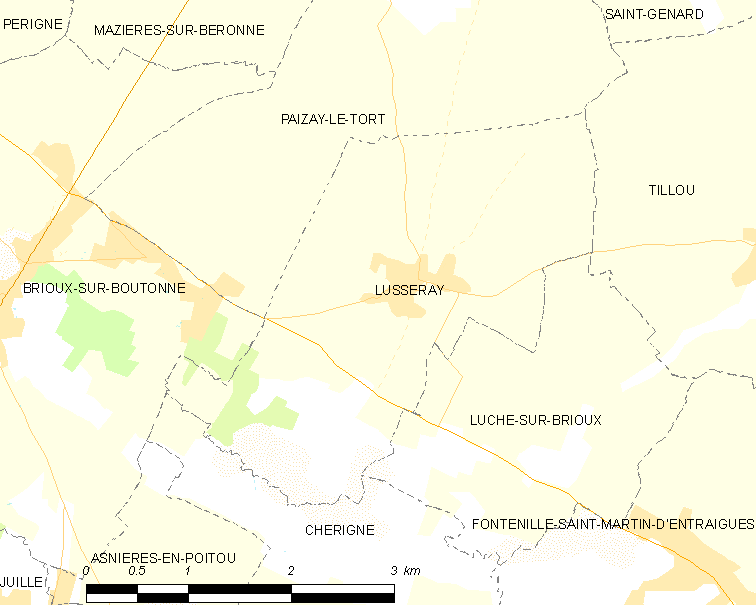
吕斯赖的OSM定位图

吕斯赖的时区为UTC+01:00、UTC+02:00（夏令时）。

## 行政
吕斯赖的邮政编码为79170，INSEE市镇编码为79160。

## 政治
吕斯赖所属的省级选区为米尼翁-布托讷县。

## 人口

1962-2008年间吕斯赖人口变化图示

吕斯赖于2022年1月1日时的人口数量为175人。